# Jan Hulst (militair)
Jan Hulst (17 november 1782 - Nijmegen, 31 januari 1866) was een gedecoreerde militair.
Hulst heeft gestreden in het slagveld bij Waterloo en deelgenomen aan de Tiendaagse Veldtocht. Wegens zijn verdiensten was hij benoemd tot Ridder in de Orde van de Nederlandse Leeuw en tot Ridder derde klasse van de Militaire Willemsorde.
Na als generaal-majoor met pensioen te zijn gegaan wijdde hij zich geheel aan het schaakspel. Op hoge leeftijd (hij was al bijna 70 jaar) ging hij nog naar Londen om aldaar het in 1851 gehouden eerste internationale schaaktoernooi bij te wonen. Hij gaf ook acte de présence toen Anderssen in 1861 Amsterdam bezocht.
Hulst was de bezielende geest van Schaakvereniging Strijdt met beleid, waarvan hij sinds de oprichting voorzitter was.